# Villa Nordheim
Die Villa Nordheim (ehemalige Anschrift Hainstraße 9) war eine Villa in Wuppertal-Elberfeld. Das 1888 erbaute Haus wurde, bevor das Denkmalschutzgesetz im März 1980 in Kraft trat und es ein gesetzliches Mittel gegen den Abbruch gab, im Januar 1980 niedergelegt. Es galt als Baudenkmal und war in der amtlichen Liste des Landeskonservators aufgeführt. Das Gebäude musste dem erhöhten Stellflächenbedarf des benachbarten Krankenhauses weichen.
Die Villa befand sich auf einer Anhöhe und war eine weithin sichtbare Landmarke oberhalb der Bundesautobahn 46, in der Nähe der Überführung über der Briller Straße. Das zweigeschossige verschieferte Gebäude mit Walmdach war auf einem hohen Sockel aus Bruchsteinen errichtet. Der Zwerchgiebel des linksseitigen Risaliten bestand aus weißen Holzpaneelen, ebenso wurden die Fensterrahmen, Pilaster und ein Erker im ersten Obergeschoss in der südwestlichen Gebäudeecke in Weiß ausgeführt. In der südöstlichen Ecke des Gebäudes stand ein mit Bruchsteinen errichteter Turm mit einem abgeschnittenen Zeltdach und weit hervorstehendem Dachgesims.
Die dazugehörige zweigeschossige Remise (ehemalige Anschrift Hainstraße 11) wurde zur gleichen Zeit niedergelegt. Sie war in einem ähnlichen Baustil errichtet und hatte einen Mittelrisaliten mit aufgesetztem Turm, ähnlich dem der Villa.